# Tullins
Tullins is een gemeente in het Franse departement Isère (regio Auvergne-Rhône-Alpes). De plaats maakt deel uit van het arrondissement Grenoble. Tullins telde op 1 januari 2022 7.657 inwoners. 

## Geografie
De oppervlakte van Tullins bedroeg op 1 januari 2022 28,79 vierkante kilometer; de bevolkingsdichtheid was toen 266 inwoners per km².

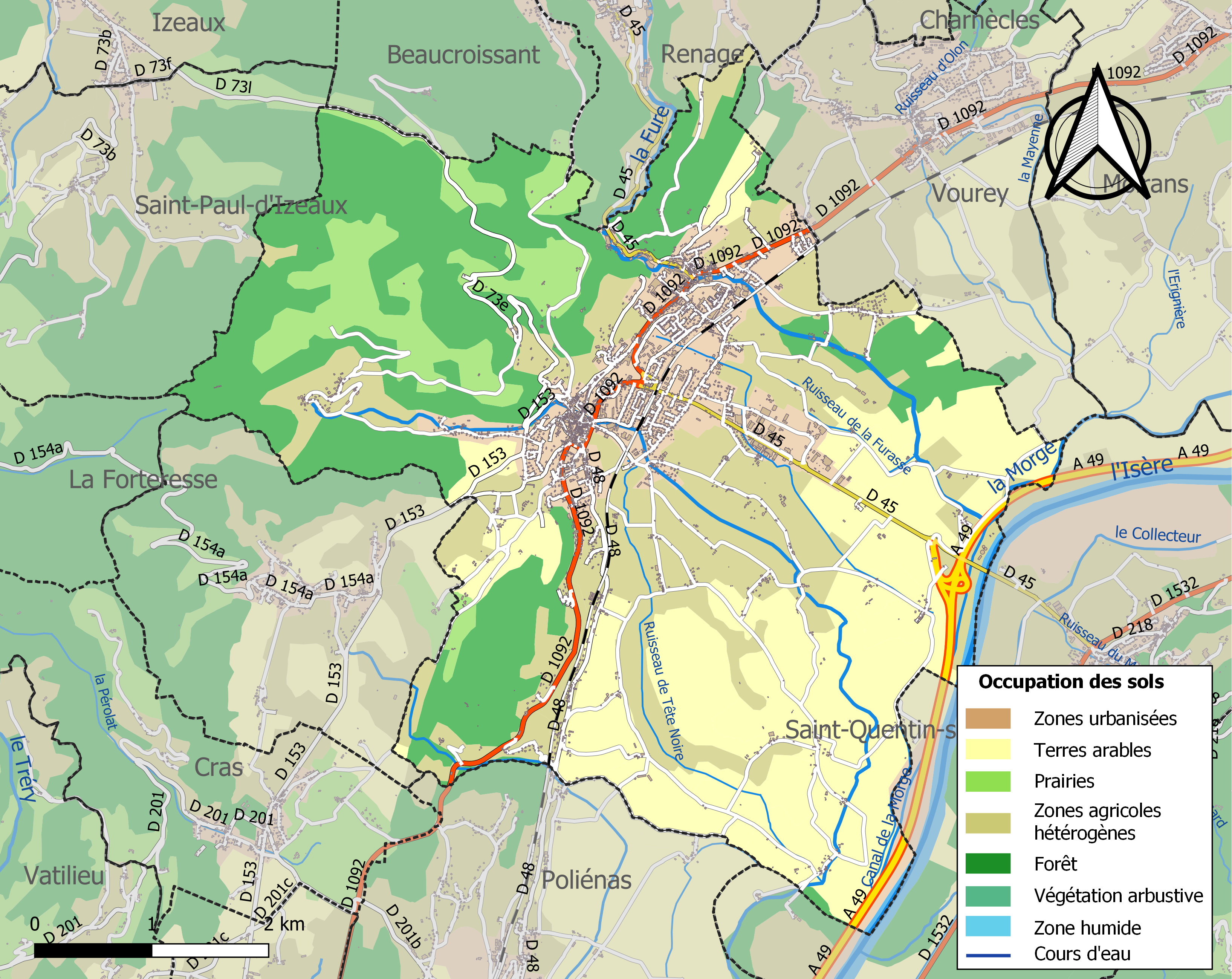
Kaart van de gemeente met de belangrijkste infrastructuur, bodemgebruik en omliggende gemeenten

## Demografie
Onderstaande figuur toont het verloop van het inwonertal (bron: INSEE-tellingen).